# Cladonia evansii
Cladonia evansii Abbayes (1938), è una specie di lichene appartenente al genere Cladonia,  dell'ordine Lecanorales.
Il nome proprio deriva dal botanico e lichenologo statunitense A. Evans.

## Caratteristiche fisiche
Il fotobionte è principalmente un'alga verde delle Trentepohlia.

## Località di ritrovamento
La specie è stata rinvenuta nelle seguenti località:
- USA (Alabama, Carolina del Sud, Florida, Georgia, Louisiana, New York)

## Tassonomia
Questa specie è di incerta attribuzione per quanto concerne la sezione di appartenenza; secondo alcuni autori apparterrebbe al genere Cladina, sezione Impexae; a tutto il 2008 sono state identificate le seguenti forme, sottospecie e varietà:
- Cladonia evansii f. evansii Abbayes (1938).
- Cladonia evansii f. icterica Abbayes (1939).
- Cladonia evansii f. laxior Abbayes (1939).

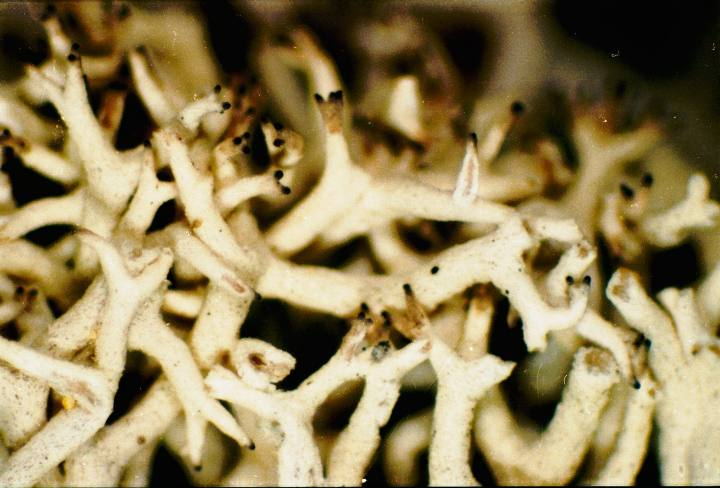
Cladonia evansii